# Luis Antonio Pizarro Ramírez
Luis Antonio Pizarro Ramírez (1788-1855) fue un político demócrata español, diputado a Cortes durante el reinado de Isabel II y uno de los pioneros del republicanismo en España. Fue conde consorte de las Navas por su matrimonio con Juana Ramírez y Maldonado, II condesa de las Navas.

## Biografía
Nacido el 24 de septiembre de 1788 en Medina del Campo, fue conde consorte de las Navas. Combatió en la Guerra de la Independencia y en la Guerra Realista de 1823, tras la cual se exilió. En 1830 participó en la acción de Vera de Bidasoa con el general Valdés y siguió después al general Mina. Rodríguez Solís le considera «el político quizá más popular de aquella época». Tenía numerosas relaciones de amistad y, de nuevo según el mismo autor, «ejercía una especie de fascinación en cuantos le escuchaban por su gracia insuperable y sus francas maneras». Demócrata, fue uno de los creadores del partido republicano. En un banquete celebrado el 27 de octubre para solemnizar el aniversario de la entrada de los emigrados liberales en España en 1830, y al que asistieron, entre otros, el ministro de la Guerra, Mendizábal, San Miguel, el conde de las Navas habría pronunciado el siguiente brindis:

A que el heroico ejemplo de entusiasmo, cuyo aniversario celebramos hoy, sirva de estímulo para derrocar toda clase de tiranía, bajo cualquier aspecto que se presente. A que los esfuerzos generosos de la juventud, logrando acostumbrarnos á un Gobierno de orden y barato, patentice la verdad de que el sistema republicano es el que, bien entendido, puede hacer solo la felicidad del mundo.
(Rodríguez Solís, 1892-1893, pp. 405-406)

Obtuvo varias veces escaño de diputado a Cortes entre 1834 y 1854. Pizarro, a quien Rodríguez Solís le atribuye pronunciar en las Cortes la frase «Todo por el pueblo y para el pueblo», falleció el 19 de marzo de 1855.